# Вісьнево (Островський повіт)
Вісьнево (пол. Wiśniewo) — село в Польщі, у гміні Острув-Мазовецька Островського повіту Мазовецького воєводства.
Населення — 174 особи (2011).
У 1975-1998 роках село належало до Остроленцького воєводства.

## Демографія
Демографічна структура станом на 31 березня 2011 року:
|          | Загалом | Допрацездатний вік | Працездатний вік | Постпрацездатний вік |
| -------- | ------- | ------------------ | ---------------- | -------------------- |
| Чоловіки | 78      | 20                 | 45               | 13                   |
| Жінки    | 96      | 22                 | 37               | 37                   |
| Разом    | 174     | 42                 | 82               | 50                   |